# Grafschaft Sternberg

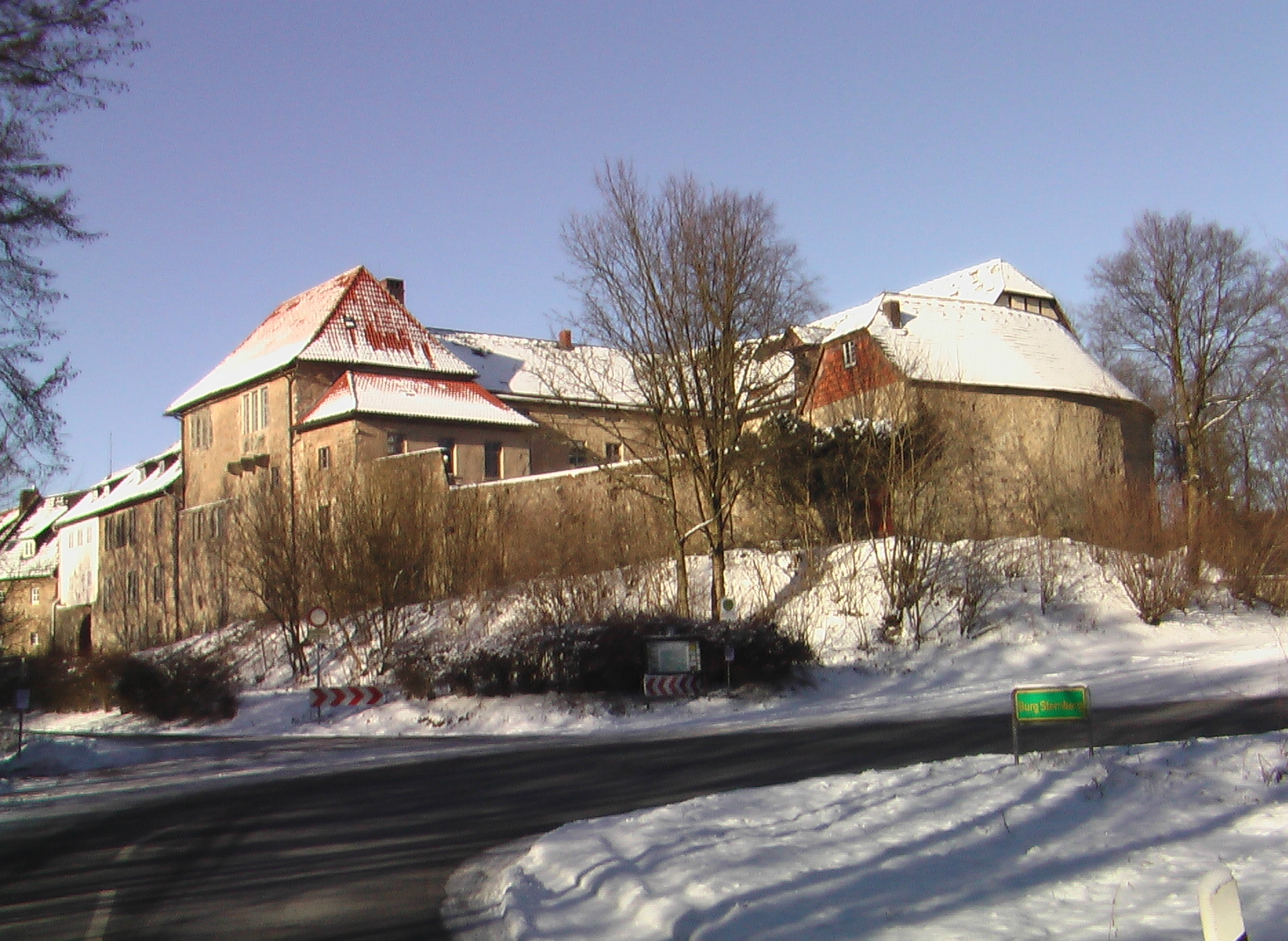
Burg Sternberg

Die Grafschaft Sternberg war ein mittelalterliches und frühneuzeitliches Territorium östlich von Lemgo. Es umfasste die heutigen Gemeinden Barntrup und Extertal ohne Silixen, sowie die östlichen Ortsteile Schwelentrup, Humfeld und Bega der heutigen Gemeinde Dörentrup. Von 1812 bis 1879 war dieses Gebiet (mit Ausnahme der amtsfreien Stadt Barntrup) als Amt Sternberg-Barntrup eine Verwaltungseinheit des Fürstentums Lippe.

## Geschichte
Das Gebiet war seit etwa 1240 im Besitz einer Nebenlinie der Grafen von Schwalenberg. Heinrich I. von Schwalenberg erbaute die Burg (Neu-)Sternberg. Diese wurde nach dem Wappenbild der Schwalenberger benannt. Seit 1243 nannte er sich Edelherr de Sterrenbergh und sein Emblem war ein achtzackiger roter Stern auf goldenem Grund, der sogenannte Sternberger Stern. Dieser Stern (bzw. ein Teil davon) ist auch noch heute in einigen Stadtwappen der Orte der ehemaligen Grafschaft vorhanden, wie in denen von Bösingfeld, Barntrup und Alverdissen, die alle drei städtische Gründungen der Grafen von Sternberg sind.
Grundbesitz und Rechte lagen vor allem im Nordwesten der Grafschaft Schwalenberg. Hinzu kamen die Vogteien über das Stift Herford und das Kloster Möllenbeck, Lehen der Erzbischöfe von Köln und Pfandbesitz. Den Kern bildete das Extertal. Hauptort war Bösingfeld. Der Ort wurde 1252 zur Stadt erhoben, verlor diesen Status aber im 15. Jahrhundert wieder. Die Grafen ließen Barntrup zwischen 1317 und 1359 neu anlegen und  erhoben um 1370 Alverdissen zur Stadt. Geschützt wurden insbesondere die Städte von einigen Burgen, wie der im Jahre 1424 zerstörten Burg Alverdissen.
Im Jahr 1377 hat der letzte Graf, Heinrich der V. von Sternberg, den Besitz an die Grafen von Schaumburg verkauft. Graf Johann von Sternberg hat dann 1391 endgültig auf ein Wiederkaufsrecht verzichtet. Die Schaumburger haben bereits 1400 Teile der Grafschaft Sternberg, darunter die Gebiete um Barntrup und Salzuflen, an die Edelherren zur Lippe verpfändet. Einige Jahre später folgte auch der Rest der Grafschaft. Die lippischen Herrscher haben Versuche der Schaumburger zur Rückgabe in den folgenden Jahrhunderten erfolgreich abgewehrt. Dies war etwa 1424 der Fall als Graf Adolf IX. von Schaumburg versuchte, das Gebiet mit Gewalt zurückzubekommen. Daraufhin kam es zu einer schweren Fehde, bei der unter anderem die Kirche und die Burg in Bösingfeld zerstört wurden. Sieger blieb letztlich Simon IV. zur Lippe.

Siegel Heinrich des I., Graf von Sternberg, 1252
Siegel Heinrich der III., Graf von Sternberg, 1306
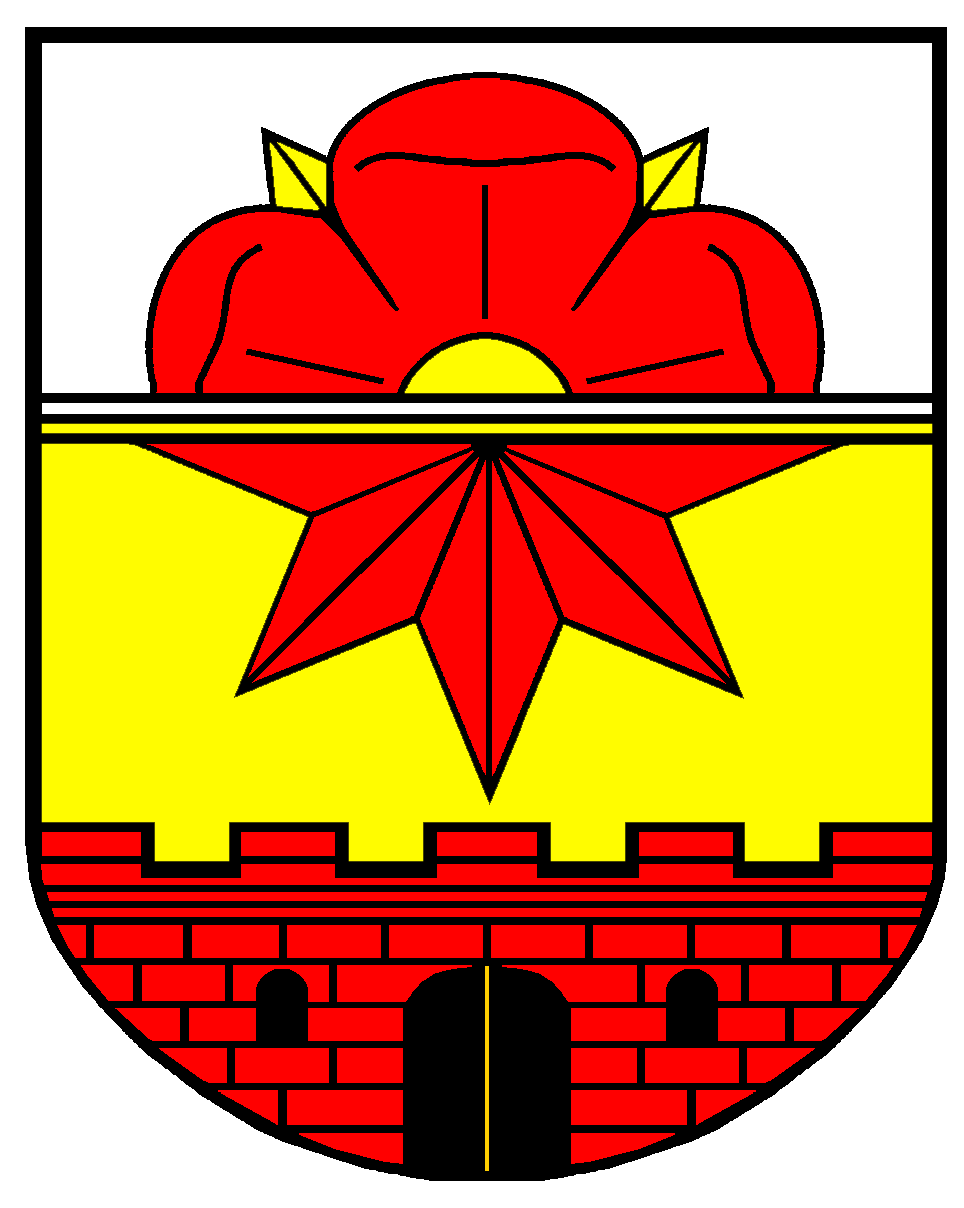
Gemeindewappen von Alverdissen bis 1. Januar 1969
Stadtwappen von Barntrup seit 1. Januar 1969

Im 15. Jahrhundert haben die Lipper das Gebiet mehrfach an verschiedene Adelsfamilie selbst verpfändet. Zwischen 1558 und 1583 war es Besitz der lippischen Nebenlinie Lippe-Spiegelberg-Pyrmont. Nach dem Tod des Grafen Simon VI. zur Lippe im Jahr 1613 wurde Barntrup mit Alverdissen an Lippe-Brake abgetreten. Zwischen 1648 und 1652 war Johann Bernhard bis zur Übernahme der Herrschaft in ganz Lippe Inhaber der Grafschaft Sternberg. Dasselbe war auch bei Hermann Adolf der Fall.
Nach dem Erlöschen des Geschlechts der Schaumburger, die rechtlich bis zuletzt noch immer Besitzer waren, kam es zum Streit um die Nachfolge. Das Hochstift Paderborn beanspruchte 1640 gegenüber Lippe die Oberlehnsherrschaft. Es folgte ein langwieriger juristischer Prozess. Dieser endete erst 1788 durch einen Vergleich. Den Grafen zur Lippe wurde ihr Besitz bestätigt.
Innerhalb der Grafschaft Lippe entsprach das Amt Sternberg seit dem 16. Jahrhundert der alten Grafschaft. Sitz des Amtmannes war die Burg Sternberg. Dieses Gebiet hatten die Lipper selbst zwischen 1733 und 1771 an das Kurfürstentum Hannover verpfändet.
Danach gehörte das Gebiet offiziell zum Land Lippe und ist seit 1947 Teil von Nordrhein-Westfalen. Heute gehört der Großteil der ehemaligen Grafschaft zur Gemeinde Extertal. Als einzig verbleibende Stadt im Gebiet der ehemaligen Grafschaft Sternberg führt Barntrup (neben dem eingemeindeten Flecken Alverdissen) auch heute noch den (halben) Sternberger Stern in seinem Stadtwappen.

## Die Grafen von Sternberg (1243–1391)
Der erste Graf von Sternberg war Heinrich I., Sohn des Grafen Volkwin III. aus dem Haus der Schwalenberger. Im Jahr 1343 gründete Heinrich die neue Nebenlinie der Schwalenberger.
1. Heinrich I.[5][6], Graf von Sternberg (1243–1279), († 1279); ⚭ () N.N. von Woldenberg, urkundlich 1252, Tochter von Graf Heinrich I. von Woldenberg und Harzburg, gen. von Hagen, (–1251) und Sophie von Hagen (–1251/1261)
  1. Hoyer I.[7], Graf von Sternberg (1279–1303), urkundlich 1252 bis 1299, (* (1252); † (28. Oktober 1299/um 1303)); ⚭ () Agnes zur Lippe, urkundlich 1266 bis 1307, (* (um 1251); † (nach 1307)), Tochter von Bernhard III. zur Lippe (um 1194–1265) und Gräfin Sophie von Ravensberg-Vechta (um 1220–nach 1285)
    1. Heinrich II.[7], Graf von Sternberg (1303–1318), urkundlich 1281, († 8. September 1312/8. Januar 1318); ⚭ () Gräfin Jutta von Tecklenburg, urkundlich 1286 bis 1318, († vor 8. Januar 1318), Tochter von Otto III. von Tecklenburg (vor 1253–(1285/1289)) und Richarda von der Mark (vor 1258–(nach 1279/nach 1286))
      1. Agnes[7], Äbtissin im Kloster Möllenbeck (1324–1348), urkundlich 1306, († 20. August (nach 1348))
      2. Jutta[7], urkundlich 1306 bis 1318
      3. Hoyer II.[7], Graf von Sternberg (1318–1320), urkundlich 1307 bis 1320
      4. Heinrich III.[7], Graf von Sternberg (1320–1346), urkundlich 1318 bis 1346, († nach 1346); ⚭ (vor 14. Februar 1330) Hedwig von Diepholz, urkundlich 1330 bis 1335, († nach 1335), Tochter von Rudolf III. von Diepholz (vor 1300–nach 1350) und Jutta von Oldenburg (–nach 1322)
        1. Heinrich IV.[7], Graf von Sternberg (1346–1385), urkundlich 1335 bis 1385, († nach 1385); ⚭ (1348) Gräfin Adelheid von Holstein-Schauenburg (* vor 1330; † vor 21. Mai 1376), Tochter von Graf Adolf VII. von Schauenburg-Holstein-Pinneberg (1297/vor 1301–1353/1354) und Heilwig zur Lippe (–vor 1369)
          1. Johann[7], Graf von Sternberg (1385–1391), urkundlich 1357 bis 1402
          2. Adolf[7], urkundlich 1357

        2. Simon[7], Domherr zu Bremen (1357), Domdekan (1370), Bischof von Paderborn (1380–1389), Marschall von Westfalen (1380–1382), urkundlich 1335, (†⚔ 5. Januar 1389 vor Burg Brobeck; † 25. Januar 1389 in Waldeck)
        3. Jutta[7], urkundlich 1335
        4. Adelheid[7], Äbtissin im Stift Fischbeck (1373), urkundlich 1335 bis 1387, († nach 1387)

      5. Lyse[7], urkundlich 1318

    2. Sophie[7], urkundlich 1281 bis 1307
    3. Simon[7], urkundlich 1299 bis 1300
    4. Hoyer[7], urkundlich 1299 bis 1300
    5. Mechtild[7], urkundlich 1316, († nach 1316); ⚭ () Friedrich von Dorstadt, „der Jüngere“ (1265), Ritter (1291), urkundlich 1263 bis 1306, († nach 1306), Sohn von Konrad von Dorstadt (1232–1269) und Gertrud von Amersleben (–1262)

  2. Heinrich (II.)[7], Domherr zu Paderborn (1266), Dompropst zu Paderborn (1281–1284), urkundlich 1261 bis 1284, († (nach 1299))